# استان لا اسپتزیا

استان لا اسپتزیا (به ایتالیایی: Provincia di La Spezia) از استان‌های کشور ایتالیا است. استان لا اسپتزیا در شمال غرب این کشور قرار دارد. مرکز این استان شهر لا اسپتزیا و زیرمجموعه ناحیه لیگوریا می‌باشد. مساحت این استان ۸۸۱ کیلومتر مربع و جمعیت آن ۲۲۳٬۶۰۶  نفر است.
کارخانه اسلحه سازی اوتو ملارا و دهکده های سینکوتره از مهمترین منابع درآمدی آن هستند. 

## نگارخانه

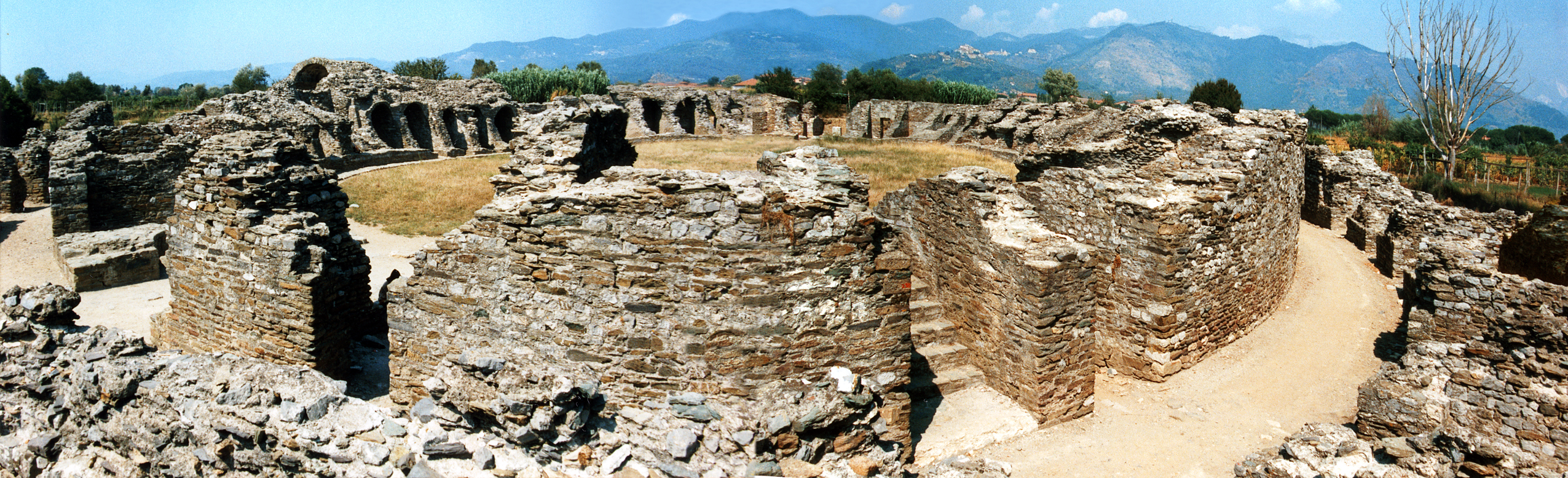
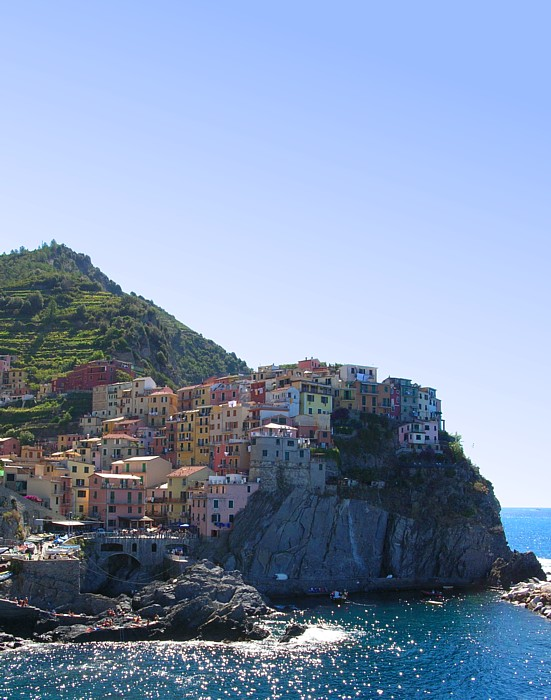
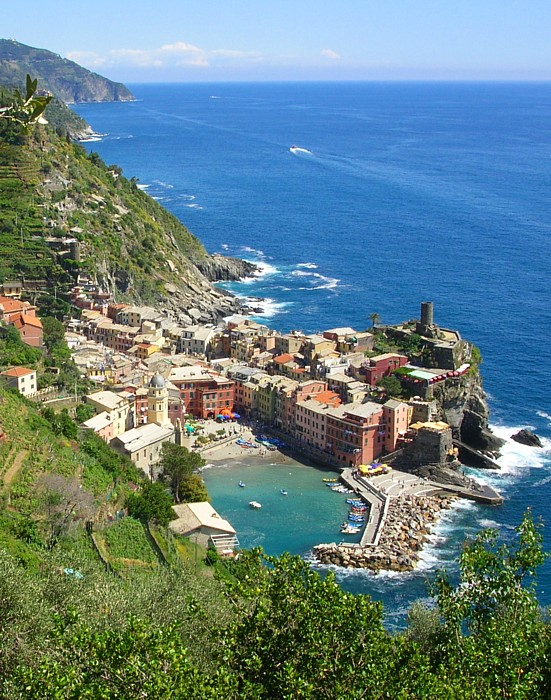
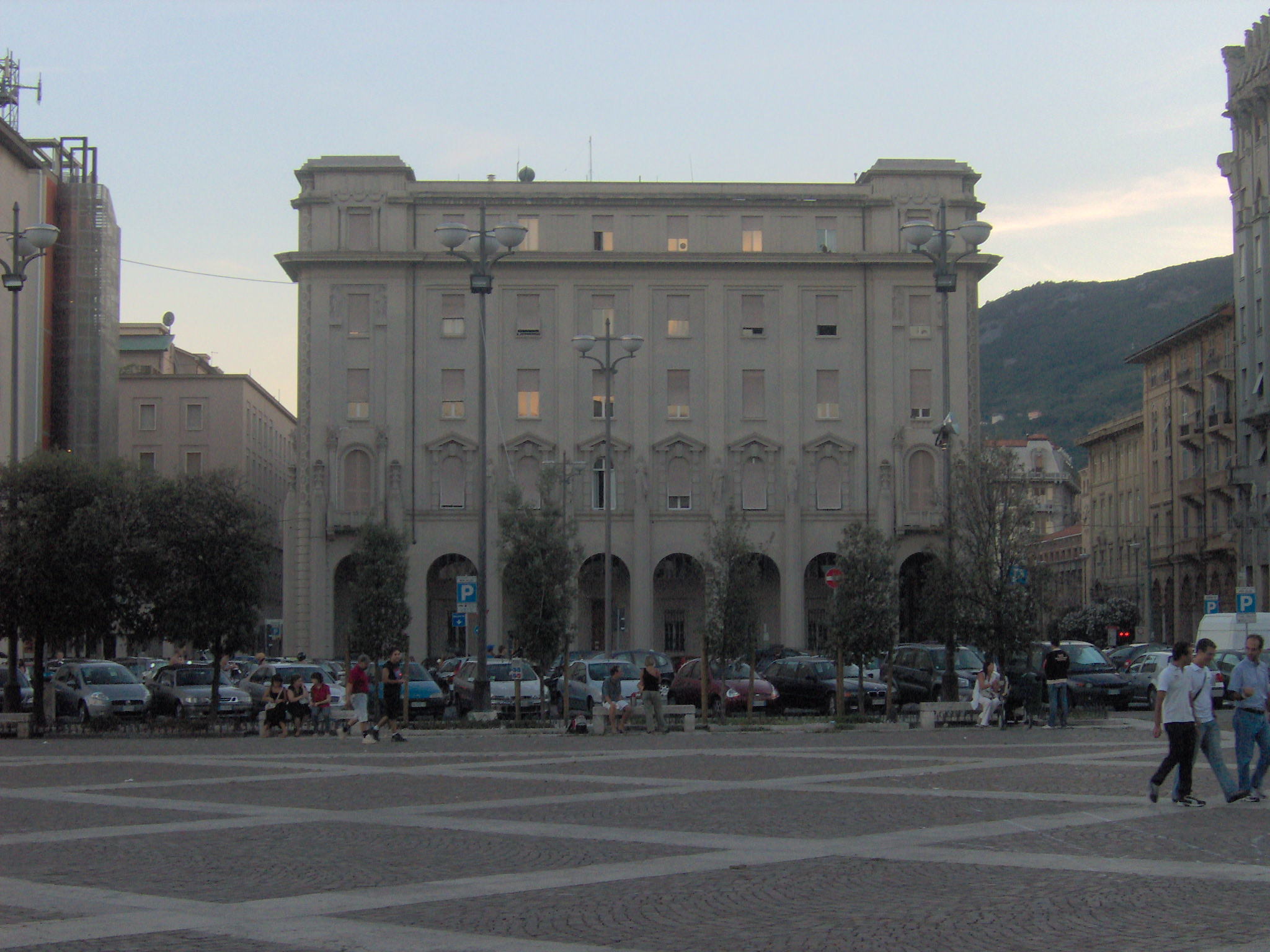
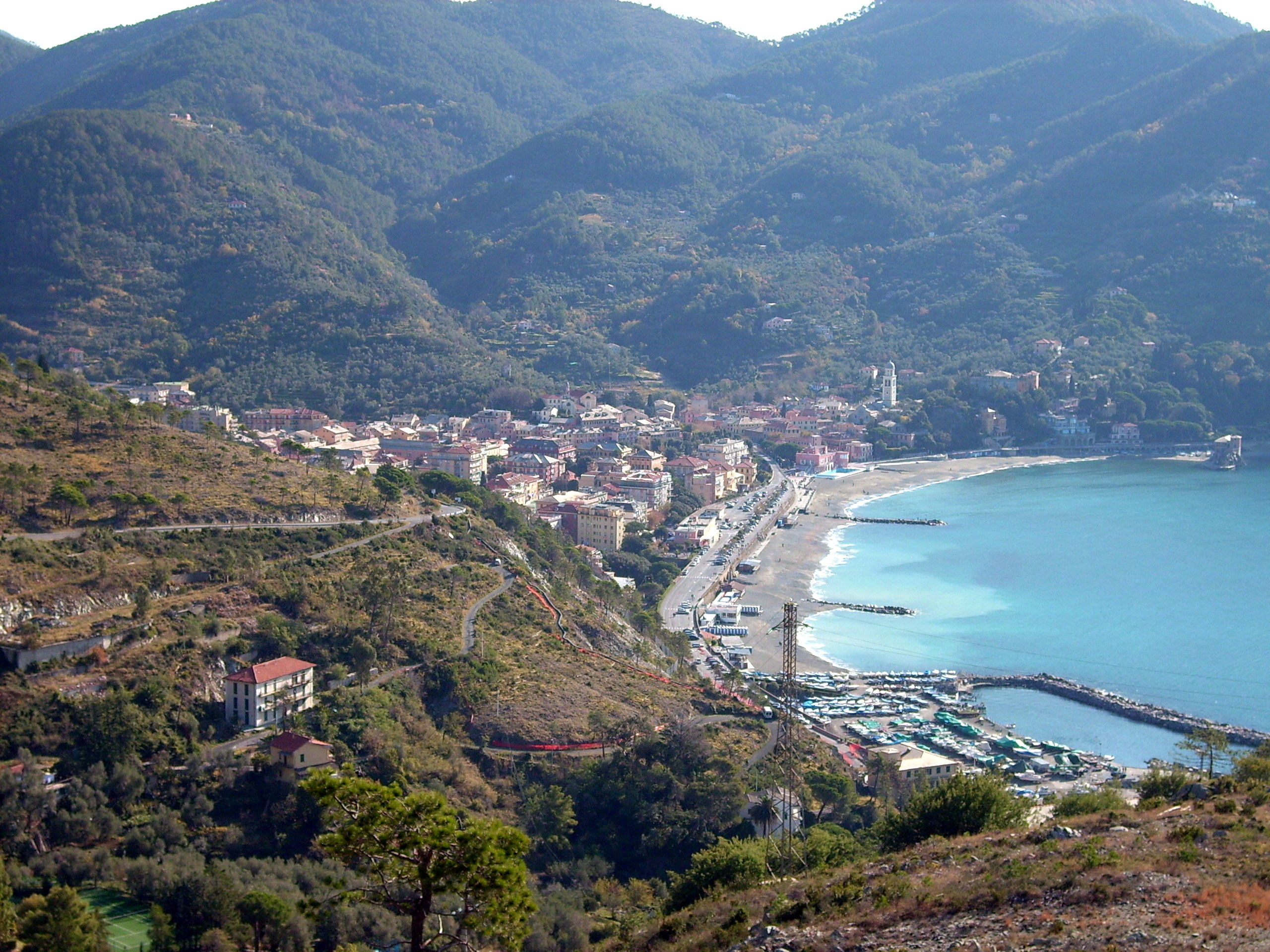
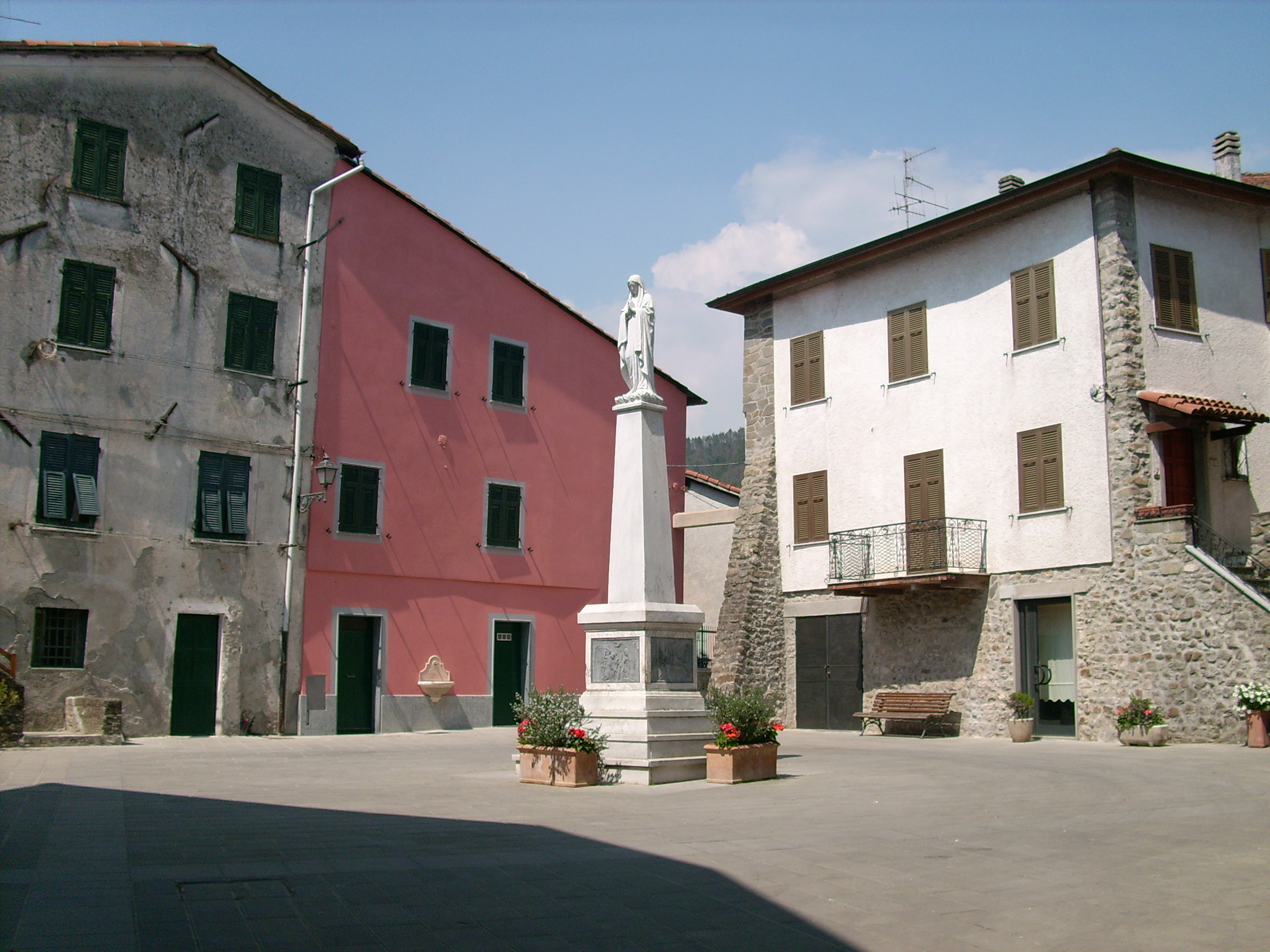
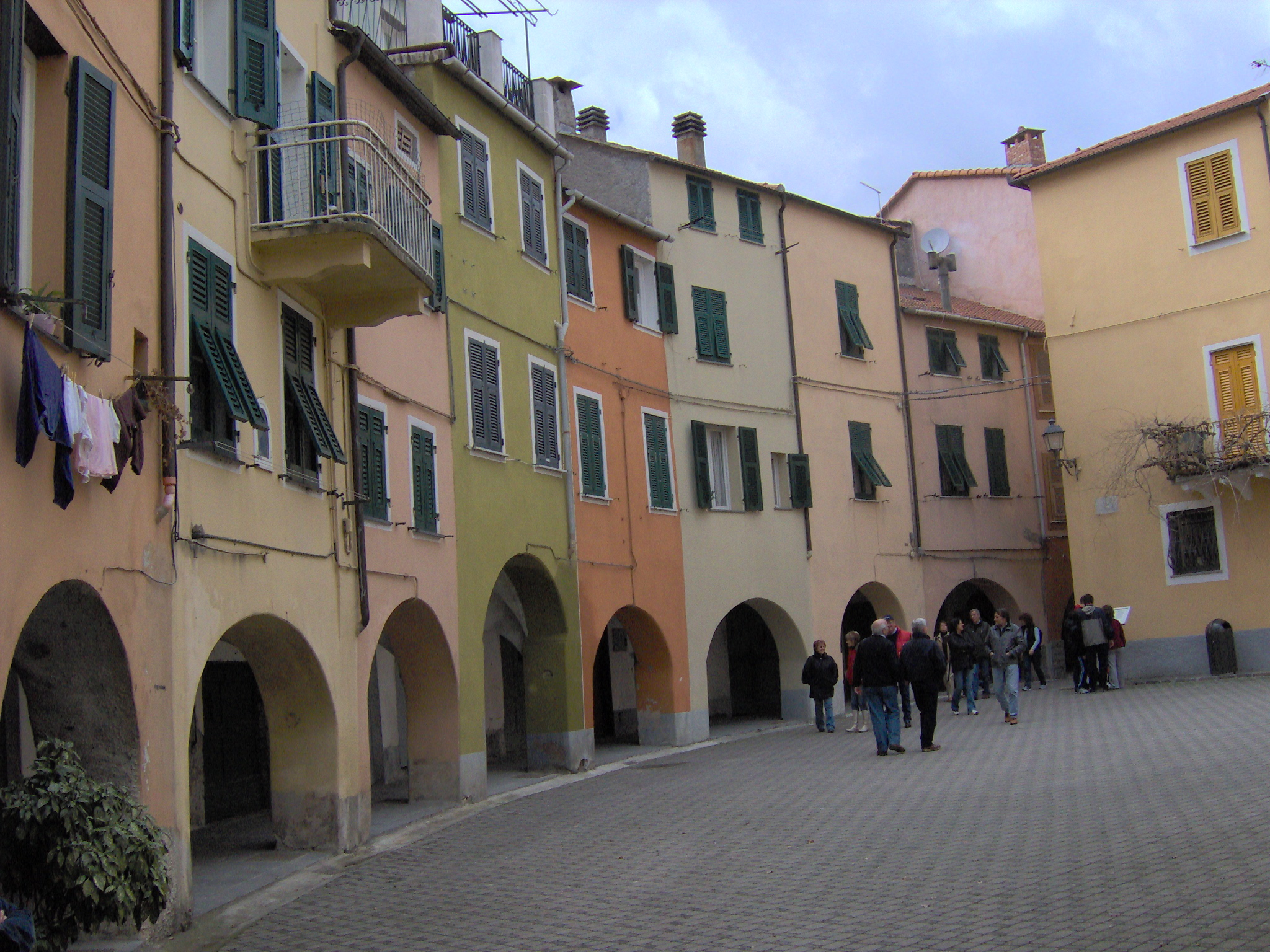
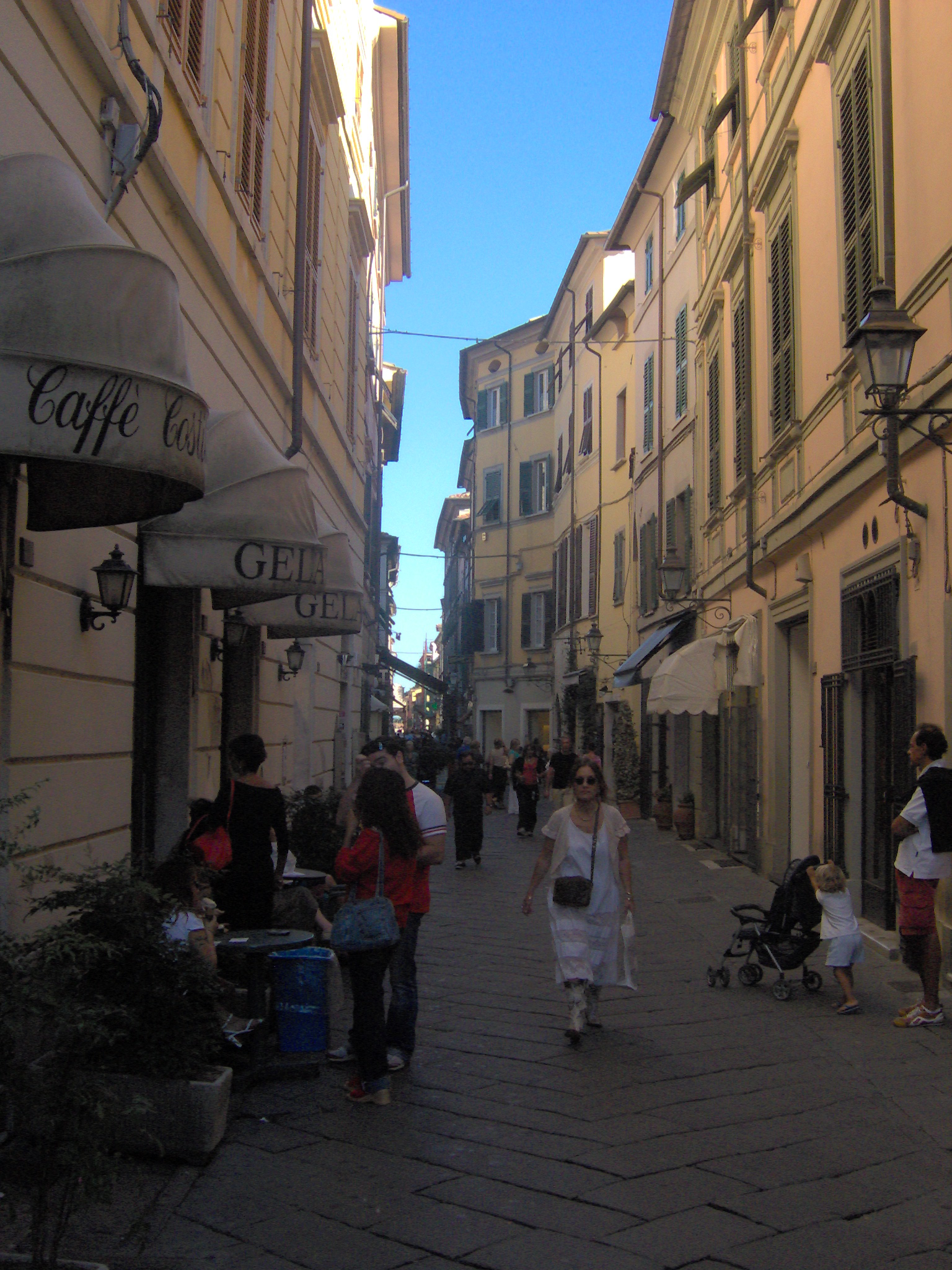
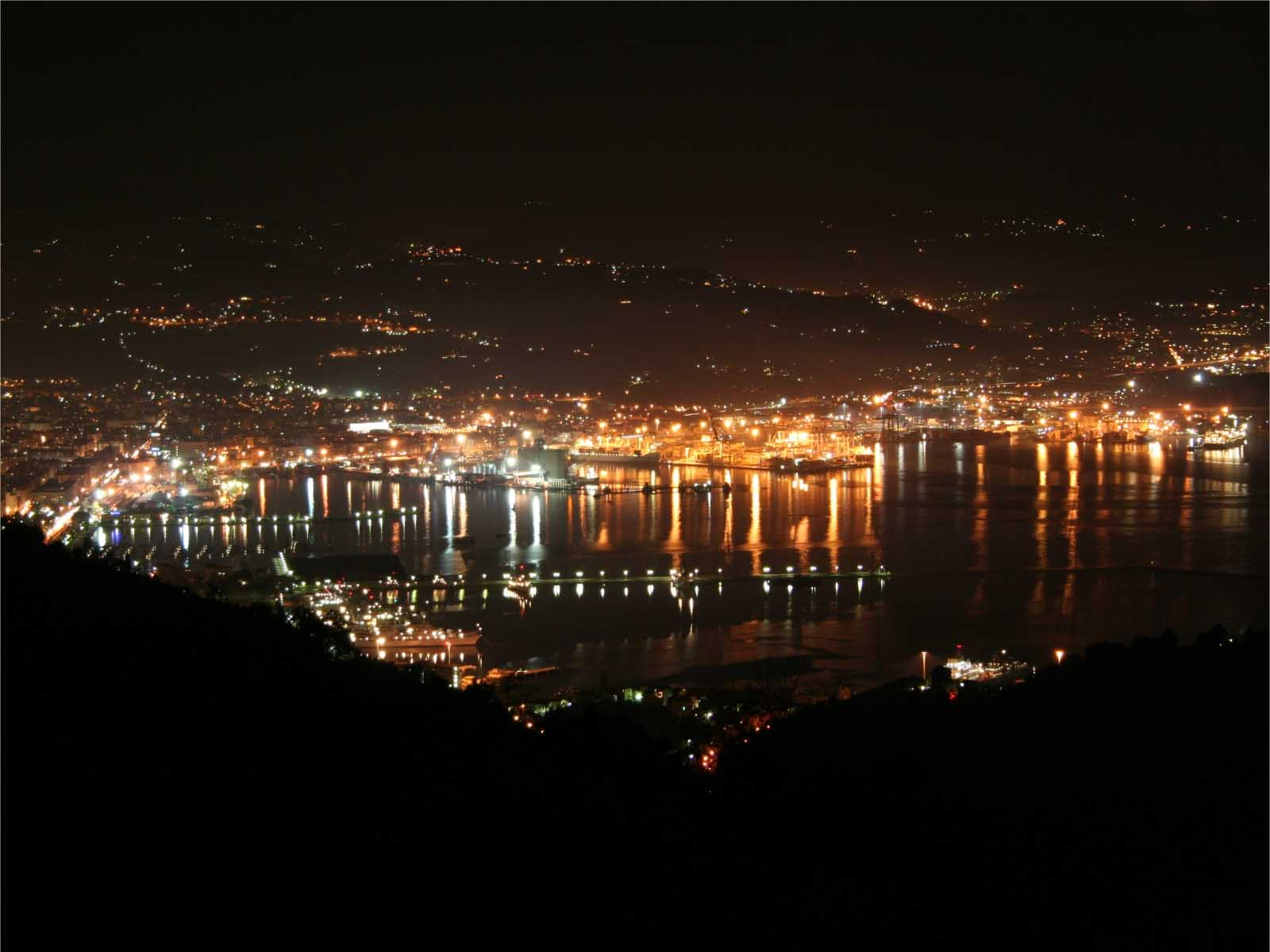
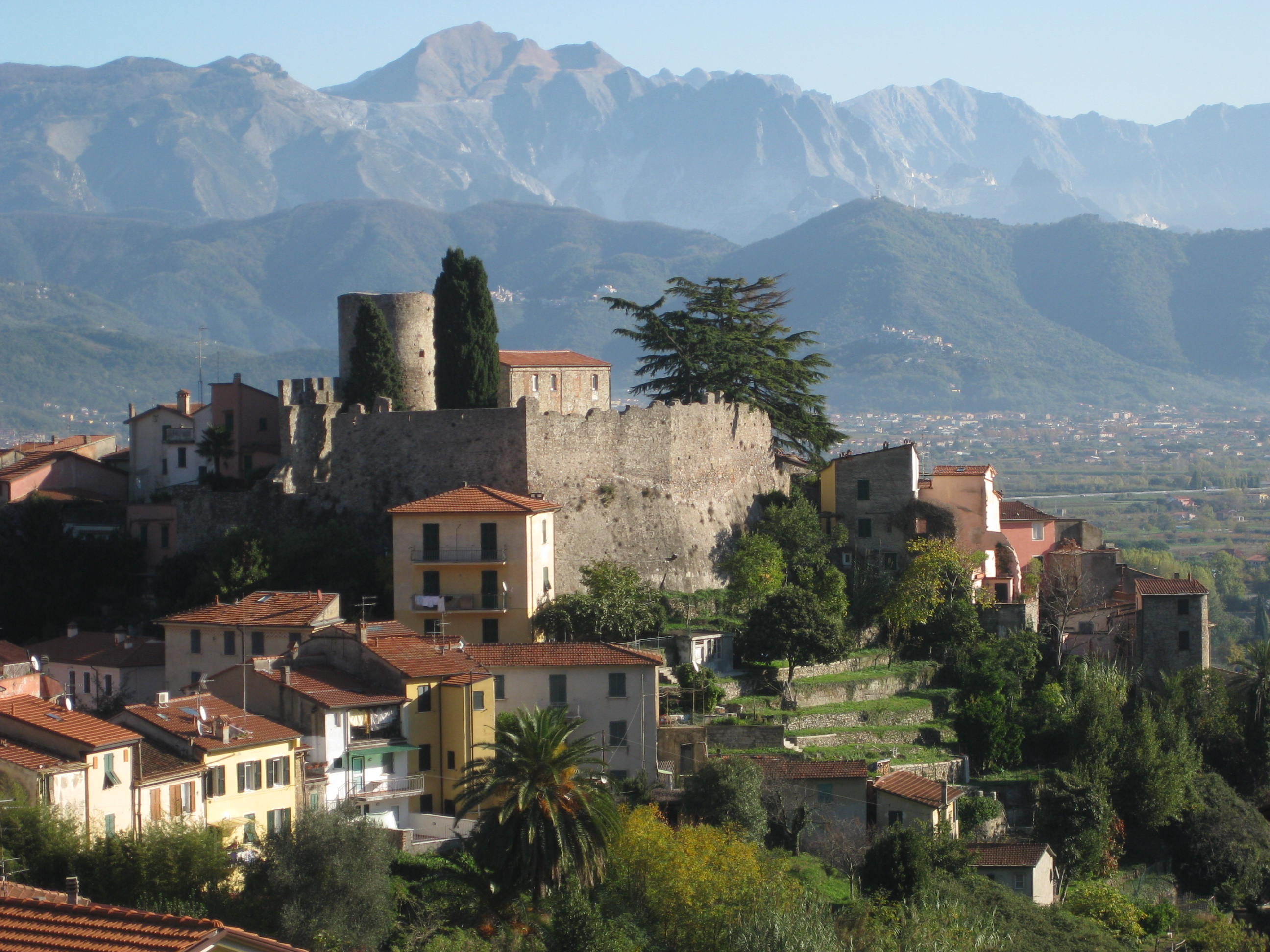
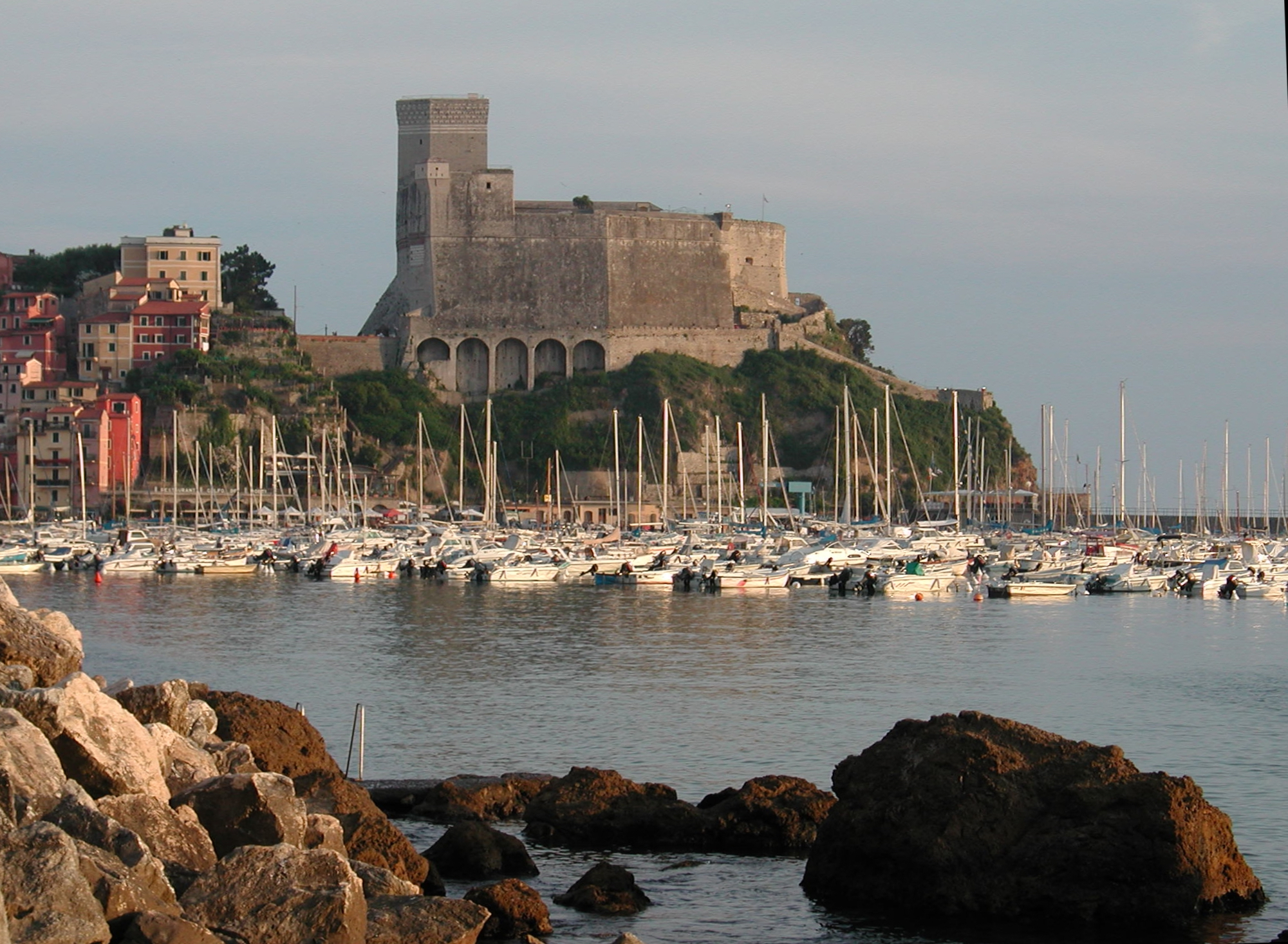
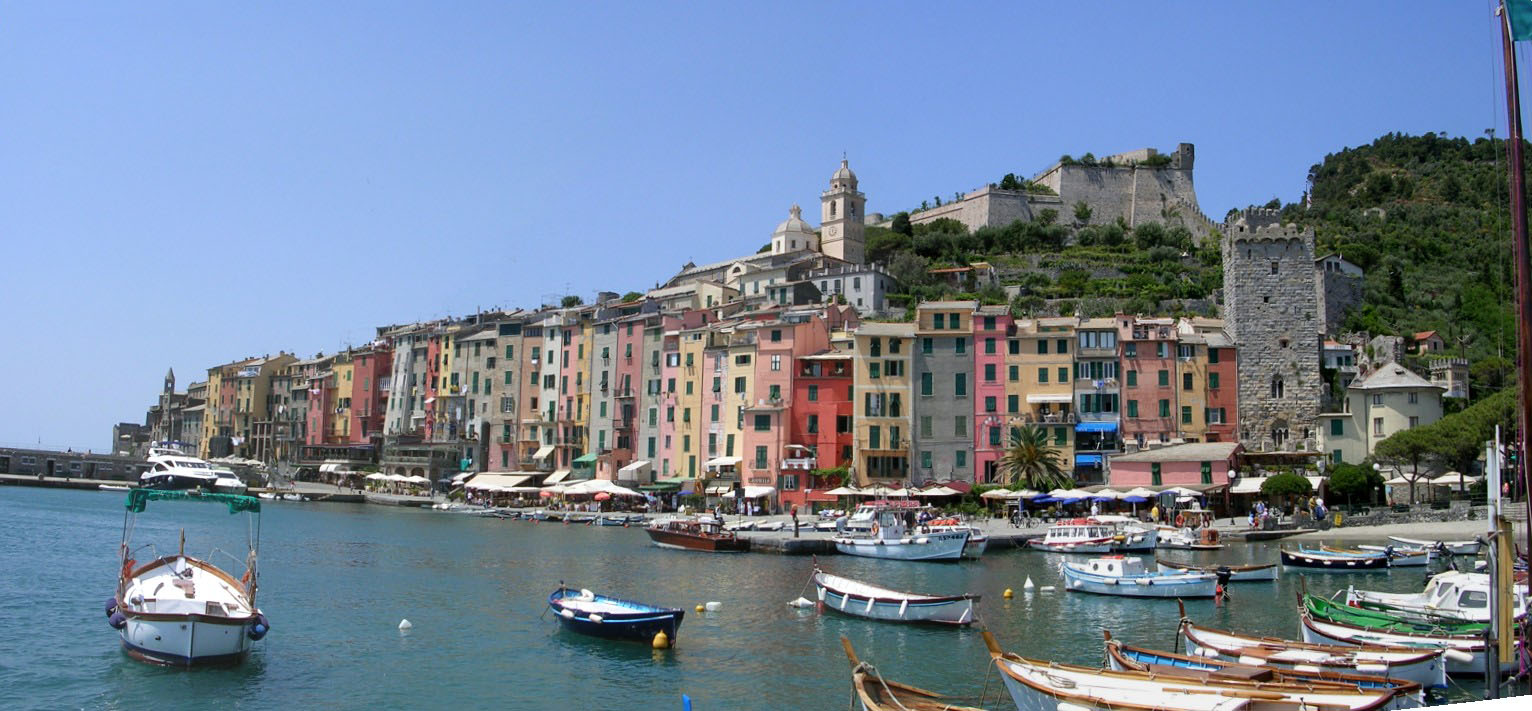
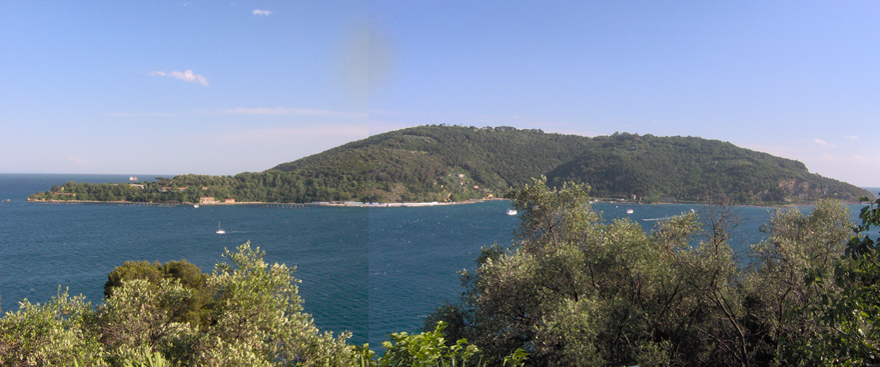
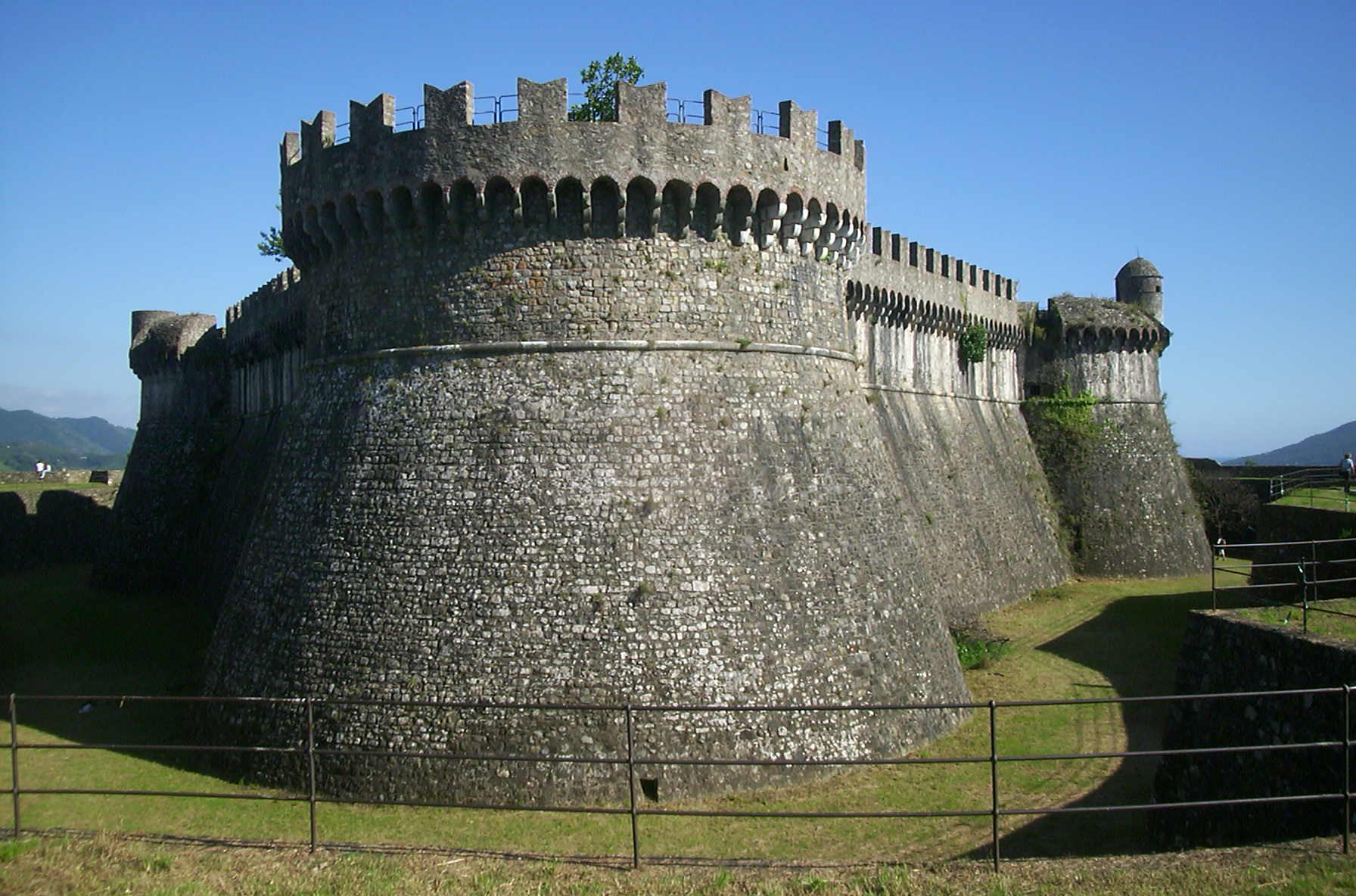